# Страдела (Ређо Емилија)
Страдела је насеље у Италији у округу Ређо Емилија, региону Емилија-Ромања.
Према процени из 2011. у насељу је живело 29 становника. Насеље се налази на надморској висини од 148 м.